# Niphona andamana
Niphona andamana är en skalbaggsart som beskrevs av Stefan von Breuning 1974. Niphona andamana ingår i släktet Niphona och familjen långhorningar. Inga underarter finns listade i Catalogue of Life.